# Anders Linderoth
Anders Linderoth (født 21. marts 1950) er en svensk fodboldtræner og tidligere -spiller. Han spillede 40 landskampe for Sverige og scorede to mål. Efter under et år som træner i Viborg FF blev han fyret i november 2007 efter manglende resultater. 
Han er nu træner i Landskrona BoIS, som han har bebudet bliver hans sidste klub som træner.
Anders Linderoth er far til Tobias Linderoth

## Klubber som spiller
- 1955-1961: Näsby IF
- 1962-1967: Stattena IF
- 1968-1970: Helsingborgs IF
- 1971-1977: Östers IF
- 1977-1980: Olympique Marseille
- 1980-1981: Mjällby AIF
- 1982-1984: Näsby IF

## Klubber som træner
- 198X-19XX: Näsby IF
- 19XX-19XX: Mjällby AIF
- 19XX-19XX: IFK Hässleholm
- 19XX-19XX: IF Elfsborg
- 19XX-200X: Stabæk IF
- 2001-2006: Hammarby IF
- 2007:Viborg FF
- 2008-2009 : Landskrona BoIS

## Eksterne Henvisninger
1. ↑  Anders Linderoth forlader Viborg FF DR Sporten, 9. november 2007
2. ↑  Linderoth til svensk danskerklub Avisen.dk, 3. december 2007
3. ↑  Anders Linderoth i sin sidste klub Bold.dk, 17. september 2008